# Beilic, Buzău
Beilic este un sat în comuna Săgeata din județul Buzău, Muntenia, România. Se află în Câmpia Română, în sud-estul județului.
Originea numelui pare să vină din limba turcă, și anume de la cuvântul beylık a cărui traducere este principat.